# 8634 Neubauer
8634 Neubauer è un asteroide della fascia principale. Scoperto nel 1981, presenta un'orbita caratterizzata da un semiasse maggiore pari a 2,6497998 UA e da un'eccentricità di 0,1789166, inclinata di 14,14199° rispetto all'eclittica.